# Anomis nagaloa
Anomis nagaloa är en fjärilsart som beskrevs av Paul Mabille och Vuillot 1890. Anomis nagaloa ingår i släktet Anomis och familjen nattflyn. Inga underarter finns listade i Catalogue of Life.